# James Flanigan
James Showers "Jim" Flanigan (født 3. august 1878 i Philadelphia, død 28. marts 1937 smst.) var en amerikansk roer, som deltog i OL 1904 i St. Louis.

## Rokarriere
Flanigan havde en ret lang karriere som roer for Vesper Boat Club i fødebyen Philadelphia. Han vandt således en stribe amerikanske mesterskaber, hvor han ofte roede sammen med sin nærmeste rokammerat, Harry DeBaecke. Han var med i Vespers otter, der deltog i OL 1904 i St. Louis, hvor der ud over Vesper-båden blot deltog én anden båd, canadiske Toronto Argonauts. Det var en båd fra Vesper, der havde vundet samme konkurrence ved legene fire år forinden, og to mand gik igen fra denne båd: John Exley og styrmand Lou Abell. Resten af besætningen bestod ud over Lott af Mike Gleason, Charles Armstrong, Hunter Lott, Fred Cresser, Joe Dempsey og Frank Schell (DeBaecke var ved denne lejlighed blot reserve). Vesper genvandt OL-guldet med et forspring på tre længder til den canadiske båd.

## Videre karriere
Flanigan var restaurantejer af profession.